# Machatschkala
Machatschkala (russisch Махачкала anhörenⓘ, awarisch МахӀачхъала (Maħačqala)), von 1857 bis zur Umbenennung 1921 Port-Petrowsk, ist die Hauptstadt der russischen Teilrepublik Dagestan. Die Stadt hat 572.076 Einwohner (Stand 14. Oktober 2010). Die Mehrheit der ethnisch heterogenen Bevölkerung bekennt sich zum sunnitischen Islam.

## Geographie
Die Stadt liegt an der Westküste des Kaspischen Meeres im Kaukasusvorland etwa 1600 Kilometer Luftlinie südsüdöstlich von Moskau und rund 200 km nördlich der Grenze Russlands zu Aserbaidschan. Die nächstgelegene Stadt ist Kaspijsk 16 km südöstlich von Machatschkala.
Machatschkala ist administrativ in drei Stadtrajons gegliedert: Kirowski, Leninski und Sowetski. Zur Stadt gehören außerdem die den einzelnen Stadtrajons unterstellten Siedlungen städtischen Typs Leninkent, Schamchal, Semender, Sulak (Rajon Kirowski), Nowy Kjachulai (Rajon Leninski), Alburikent, Kjachulai und Tarki (Rajon Sowetski) mit zusammen 94.235 Einwohnern. Dazu kommen sechs Dörfer mit 30.574 Einwohnern. Die Gesamteinwohnerzahl des Stadtkreises Machatschkala beträgt somit 696.885 (Stand 14. Oktober 2010).

## Geschichte

### 7.-19. Jahrhundert

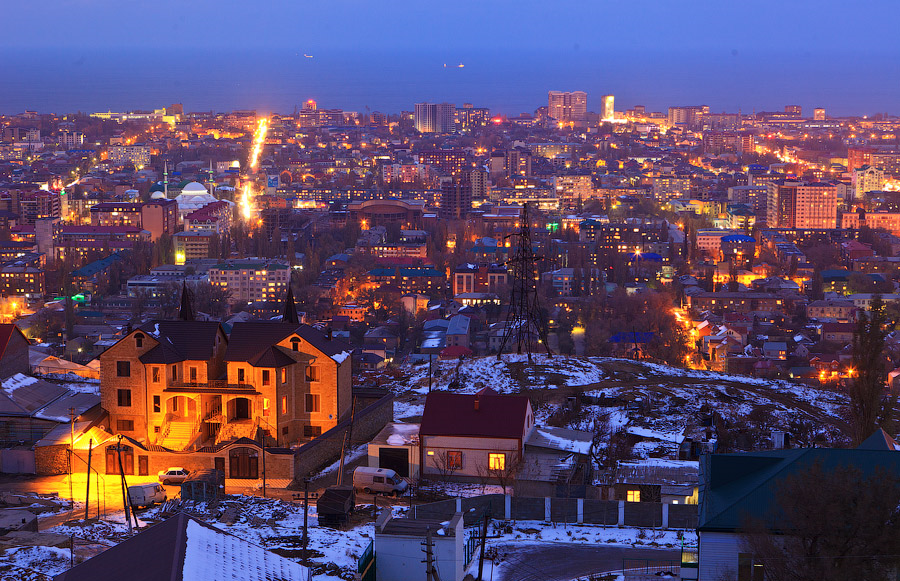
Machatschkala

Die ersten Ortschaften an der Stelle des heutigen Machatschkala werden seit dem 7. Jahrhundert vermutet, da hier früher ein Karawanenweg in die alte Stadt Derbent verlief. Die heutige Stadt wurde jedoch erst 1844 als Fort mit dem Namen Petrowskoje (Петровское) in Andenken an den Persien-Feldzug Peter des Großen gegründet. Zur gleichen Zeit wurde mit der Errichtung eines Seehafens nahe dem Ort begonnen. In den 1850er Jahren bildete sich um die Festung und den Hafen herum eine Siedlung, die 1857 Stadtrechte erhielt und in Port-Petrowsk (Порт-Петровск) umbenannt wurde.
Gegen Ende des 19. Jahrhunderts begann sich in der Stadt mit dem Bau einer Brauerei im Jahr 1876 die Industrie zu entwickeln. 1896 erhielt Port-Petrowsk mit der Verlegung der Eisenbahn zwischen Rostow am Don und Baku einen Anschluss an das russische Schienennetz. Zur Jahrhundertwende belief sich die Bevölkerungszahl der Stadt bereits auf rund 10.000 Einwohner. Die Hauptwirtschaftszweige waren damals die Textil- und Tabakindustrie, der Rohöltransport und die Fischerei.

### 20. Jahrhundert
1921 verlor die Stadt ihren bisherigen Namen und heißt seitdem Machatschkala, wobei kala in den Turksprachen „Festung“ bedeutet und Machatsch (eine Kurzform von Mohammed) der Vorname des dagestanischen Revolutionärs Magomed-Ali Dachadajew, alias „Machatsch“ (1882–1918) war, zu dessen Ehren die Stadt umbenannt wurde. Wörtlich bedeutet der Name Machatschkala also so viel wie „Festung des Machatsch“. Ebenfalls wurde Machatschkala 1921 Hauptstadt der neu gebildeten Dagestanischen ASSR, die seit 1990 eine autonome Republik der Russischen Föderation ist.
In der Stadt bestand das Kriegsgefangenenlager 379 für deutsche Kriegsgefangene des Zweiten Weltkriegs.

### 21. Jahrhundert
Am 20. Mai 2013 kamen bei einem Doppelanschlag vor einem Gerichtsgebäude vier Menschen ums Leben und 35 Personen wurden verletzt. Zuerst explodierte eine Autobombe und als Einsatzkräfte 15 Minuten später vor Ort eintrafen, detonierte die zweite Bombe. Nur fünf Tage später, am 25. Mai sprengte sich eine Frau nahe dem Innenministerium selbst und verletzte 18 Personen, darunter 5 Polizisten.
2022 kam es zu Protesten und gewaltsamen Zusammenstößen mit der Polizei als Reaktion auf die russische Mobilmachung im Rahmen des Russischen Überfalls auf die Ukraine.
Am Abend des 29. Oktober 2023 ereigneten sich auf dem Flughafen von Machatschkala antisemitische Ausschreitungen. Der aufgebrachte Mob folgte Falschmeldungen und einem Aufruf zum Pogrom, wonach angeblich Flüchtlinge aus Israel angekommen seien, die vor dem Terrorangriff der Hamas auf Israel am 7. Oktober 2023 geflohen wären. Dies führte dazu, dass Kräfte der russischen Bundespolizei die Kontrolle über den Flughafen übernahmen und ihn bis zum Morgen des 30. Oktober 2023 vorübergehend schließen mussten. Dagestans Präsident Sergei Melikow machte ukrainische Provokateure für die Ausschreitungen verantwortlich. Putins Pressesprecher Dmitri Peskow unterstützte die falschen Anschuldigungen Melikows.
Am 23. Juni 2024 starb ein Priester bei einem islamistischen Anschlag auf eine Kirche; eine Synagoge wurde daraufhin in Brand gesetzt.

### Bevölkerungsentwicklung
| Jahr | Einwohner |
| ---- | --------- |
| 1897 | 9.753     |
| 1939 | 86.836    |
| 1959 | 119.334   |
| 1970 | 185.863   |
| 1979 | 251.371   |
| 1989 | 317.475   |
| 2002 | 462.412   |
| 2010 | 572.076   |
| 2021 | 623.254   |

Anmerkung: Volkszählungsdaten

## Wirtschaft und Verkehr
Wichtigster Industriezweig sind die Erdölraffinerien, daneben gibt es Maschinenbau- und Textilfabriken. Außerdem haben zahlreiche Verwaltungs- und Bildungsinstitutionen in der Stadt ihren Sitz, darunter ein regionales Forschungszentrum der Russischen Akademie der Wissenschaften mit rund 20 Forschungsfacheinrichtungen.
Durch die Stadt verlaufen die Hauptverkehrsverbindungen von Russland nach Aserbaidschan und in den Iran, darunter die R217 Kawkas. Die Europastraße 50 endet hier. Die Stadt besitzt auch einen bedeutenden Seehafen, der als einziger russischer Hafen am Kaspischen Meer das ganze Jahr über eisfrei ist. In der Stadt gibt es einen Fernbahnhof der Nordkaukasischen Eisenbahn (mit Verbindungen auch nach Moskau, Baku, Rostow am Don und Kasan) sowie den internationalen Flughafen Machatschkala. Das innerstädtische öffentliche Verkehrsnetz besteht aus mehreren Trolleybuslinien sowie Bussen, Taxis und Linientaxen.
Die Stadt ist zudem das Medienzentrum der Region. In Machatschkala erscheinen zahlreiche Zeitungen, unter anderem die Dagestanskaja Prawda oder die islamische As-Salam. Daneben haben mehrere regionale Fernsehsender ihren Sitz in der Stadt.

## Klima
In Machatschkala herrscht kontinentales Klima mit einer Jahresdurchschnittstemperatur von 11,6 °C und einer mittleren Jahresniederschlagsmenge von 430 mm. Der kälteste Monat ist der Januar, der wärmste mit 25 °C der Juli.
|                        | Jan  | Feb  | Mär  | Apr  | Mai  | Jun  | Jul  | Aug  | Sep  | Okt  | Nov  | Dez  |   |       |
| Mittl. Temperatur (°C) | 0,3  | 0,8  | 4,1  | 10,3 | 16,6 | 21,8 | 24,8 | 24,0 | 19,7 | 13,3 | 8,0  | 3,3  | ⌀ | 12,3  |
| Mittl. Tagesmax. (°C)  | 3,3  | 3,3  | 7,0  | 13,4 | 21,1 | 25,8 | 28,3 | 27,5 | 23,0 | 17,0 | 11,5 | 6,2  | ⌀ | 15,7  |
| Mittl. Tagesmin. (°C)  | −2,1 | −1,8 | 1,7  | 6,9  | 13,0 | 17,8 | 20,9 | 20,4 | 16,3 | 10,4 | 5,9  | 1,0  | ⌀ | 9,3   |
|                        |      |      |      |      |      |      |      |      |      |      |      |      |   |       |
| Niederschlag (mm)      | 23,5 | 29,6 | 23,0 | 18,9 | 24,7 | 25,5 | 26,3 | 24,2 | 38,9 | 43,7 | 29,5 | 29,5 | Σ | 337,3 |
|                        |      |      |      |      |      |      |      |      |      |      |      |      |   |       |
| Sonnenstunden (h/d)    | 2,4  | 2,5  | 3,4  | 5,7  | 7,9  | 9,3  | 9,1  | 8,7  | 6,5  | 4,9  | 2,7  | 2,2  | ⌀ | 5,5   |
|                        |      |      |      |      |      |      |      |      |      |      |      |      |   |       |
| Regentage (d)          | 12,0 | 12,0 | 12,0 | 8,0  | 7,0  | 9,0  | 7,0  | 7,0  | 7,0  | 7,0  | 7,0  | 11,0 | Σ | 106   |
|                        |      |      |      |      |      |      |      |      |      |      |      |      |   |       |
| Luftfeuchtigkeit (%)   | 84   | 83   | 81   | 75   | 70   | 62   | 62   | 65   | 71   | 78   | 83   | 84   | ⌀ | 74,8  |

| −2,1 |

| −1,8 |

| 1,7 |

| 6,9 |

| 13,0 |

| 17,8 |

| 20,9 |

| 20,4 |

| 16,3 |

| 10,4 |

| 5,9 |

| 1,0 |

| −2,1 |

| −1,8 |

| 1,7 |

| 6,9 |

| 13,0 |

| 17,8 |

| 20,9 |

| 20,4 |

| 16,3 |

| 10,4 |

| 5,9 |

| 1,0 |

## Städtepartnerschaften
Machatschkala listet folgende Partnerstädte auf:
- Machatschkala ist Partnerstadt von Oldenburg und der Gemeinde Hatten im Landkreis Oldenburg. Über die Städtepartnerschaft und die Begegnungen von Studenten und Delegationen informiert die Broschüre des Partnerschaftskomitees Hatten zum 15-jährigen Jubiläum.
- Sfax
- Yalova
- Aqtau

## Weiterführende Bildungseinrichtungen
- Staatliche Universität Dagestan
- Staatliche Technische Universität Dagestan
- Filiale der Südrussischen Staatlichen Technischen Universität
- Staatliche Pädagogische Universität Dagestan

## Sport
Im Fußball ist die Stadt durch den Verein Anschi Machatschkala vertreten.

## Söhne und Töchter der Stadt
- Magomed-Nuri Osmanow (1924–2015), Iranist und Orientalist
- Walentina Tichomirowa (* 1941), Leichtathletin
- Wladimir Naslymow (* 1945), Säbelfechter
- Gennadi Ossipow (1948–2020), Kybernetiker, Informatiker und Hochschullehrer
- Ruslan Aschuralijew (1950–2009), Ringer
- Magomed Gadschijew (* 1965), Politiker
- Nurmagomed Schanawasow (* 1965), Boxer
- Mussa Mussajew (* 1966), Politiker
- Chadschimurad Magomedow (* 1974), Ringer
- Sagid Murtasalijew (* 1974), Ringer
- Aslan Gusseinow (* 1975), Sänger und Songwriter
- Iljas Schurpajew (1975–2008), Journalist
- Achmed Asimow (* 1977), Orientalist
- Kuramagomed Kuramagomedow (* 1978), Ringer
- Swetlana Lapina (* 1978), Hochspringerin
- Marid Mutalimow (* 1980), kasachischer Ringer
- Ali Alijew (* 1983), Boxer
- Magomed Ibragimov (* 1983), usbekischer Ringer
- Əli İsayev (* 1983), aserbaidschanischer Ringer
- Seifula Magomedow (* 1983), Taekwondoin
- Ramazan Şahin (* 1983), türkischer Freistilringer tschetschenischer Abstammung
- Magomed Abdulhamidow (* 1986), Boxer
- Ryswan Hadschyjeu (* 1987), belarussischer Ringer
- Abdussalam Gadissow (* 1989), Ringer; Europameister (2011 und 2014) und Weltmeister (2014) im freien Stil
- Camaləddin Məhəmmədov (* 1989), aserbaidschanischer Ringer
- Sharif Mukhammad (* 1990), russisch-afghanischer Fußballspieler
- Wadim Musajew (* 1993), Boxer
- Patimat Abakarova (* 1994), Taekwondoin
- Arthur Biyarslanov (* 1995), kanadischer Boxer tschetschenischer Abstammung
- Butta Magomedow (* 1997), Fußballspieler
- Gashim Magomedov (* 1999), aserisch-russischer Taekwondoin
- Magomed-Schapi Suleimanow (* 1999), Fußballspieler
- Gamid Agalarow (* 2000), Fußballspieler
- Hasbulla (* 2002), Videoblogger und Influencer